# Liste des députés de la législature 2017-2021 du Landtag du Liechtenstein
Cet article donne la liste des 25 députés liechtensteinois de la législature 2017-2021 du Landtag du Liechtenstein.

## Méthodologie
La répartition politique des députés siégeant à la Diète reflète les résultats électoraux, mais leur représentation géographique est prédéterminée : parmi les 25 députés, 15 viennent de la circonscription de l'Oberland et 10 de la circonscription de l'Unterland.
La liste recense les députés siégeant au Landtag, soit élus à l'issue des élections législatives du 5 février 2017, soit remplaçant les élus ayant démissionné ou étant décédés.

## Groupes politiques
| Parti | Parti                                                         | Sigle       | Sièges |
| ----- | ------------------------------------------------------------- | ----------- | ------ |
|       | Liste libre Freie Liste                                       | FL          | 3      |
|       | Union patriotique Vaterländische Union                        | VU          | 8      |
|       | Parti progressiste des citoyens Fortschrittliche Bürgerpartei | FBP         | 8      |
|       | Sans parti Partei Frei                                        | Indépendant | 1      |
|       | Démocrates pour le Liechtenstein Demokraten Pro Liechtenstein | DPL         | 3      |
|       | Les Indépendants Die Unabhängigen                             | DU          | 2      |

## Liste des députés
| Photos | Député                 | Parti | Parti       | Circonscription | Remarques                                                                                         |
| ------ | ---------------------- | ----- | ----------- | --------------- | ------------------------------------------------------------------------------------------------- |
|        | Jürgen Beck            |       | DU          | Oberland        |                                                                                                   |
|        | Susanne Eberle-Strub   |       | FBP         | Oberland        |                                                                                                   |
|        | Herbert Elkuch         |       | DPL         | Unterland       | Quitte les Indépendants en août 2018, rejoint Démocrates pour le Liechtenstein en septembre 2018. |
|        | Albert Frick           |       | FBP         | Oberland        | Président du Landtag.                                                                             |
|        | Elfried Hasler         |       | FBP         | Unterland       |                                                                                                   |
|        | Erich Hasler           |       | DPL         | Unterland       | Exclu des Indépendants en août 2018, rejoint Démocrates pour le Liechtenstein en septembre 2018.  |
|        | Johannes Hasler        |       | FBP         | Unterland       | Secrétaire.                                                                                       |
|        | Wendelin Lampert       |       | FBP         | Oberland        |                                                                                                   |
|        | Johannes Kaiser        |       | Indépendant | Unterland       | Quitte le FBP le 9 mars 2018.                                                                     |
|        | Georg Kaufmann         |       | FL          | Oberland        | Porte-parole du groupe.                                                                           |
|        | Manfred Kaufmann       |       | VU          | Oberland        | Secrétaire.                                                                                       |
|        | Frank Konrad           |       | VU          | Oberland        |                                                                                                   |
|        | Thomas Lageder         |       | FL          | Oberland        |                                                                                                   |
|        | Violanda Lanter-Koller |       | VU          | Unterland       | Porte-parole du groupe.                                                                           |
|        | Gunilla Marxer-Kranz   |       | VU          | Unterland       | Vice-président du Landtag.                                                                        |
|        | Eugen Nägele           |       | FBP         | Oberland        |                                                                                                   |
|        | Daniel Oehry           |       | FBP         | Unterland       | Porte-parole du groupe.                                                                           |
|        | Harry Quaderer         |       | DU          | Oberland        |                                                                                                   |
|        | Thomas Rehak           |       | DPL         | Oberland        | Quitte les Indépendants en août 2018, rejoint Démocrates pour le Liechtenstein en septembre 2018. |
|        | Patrick Risch          |       | FL          | Unterland       |                                                                                                   |
|        | Daniel F. Seger        |       | FBP         | Oberland        |                                                                                                   |
|        | Günter Vogt            |       | VU          | Oberland        |                                                                                                   |
|        | Thomas Vogt            |       | VU          | Oberland        |                                                                                                   |
|        | Christoph Wenaweser    |       | VU          | Oberland        |                                                                                                   |
|        | Mario Wohlwend         |       | VU          | Unterland       |                                                                                                   |